# Jocelyne Béroard

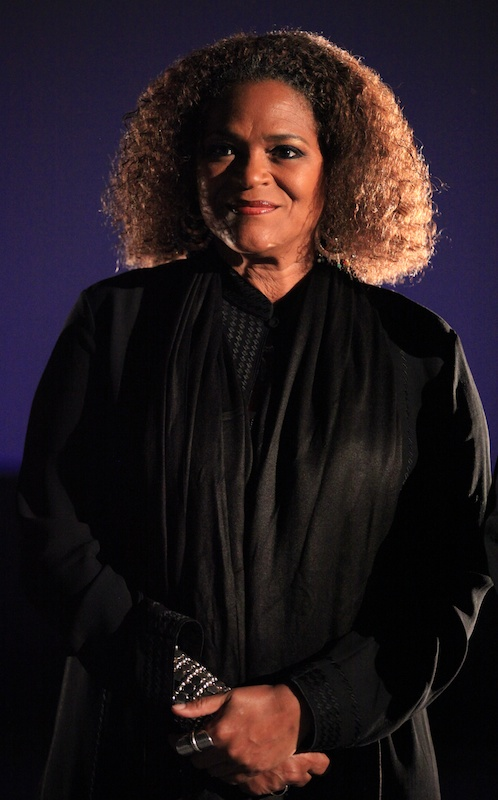
Jocelyne Beroard

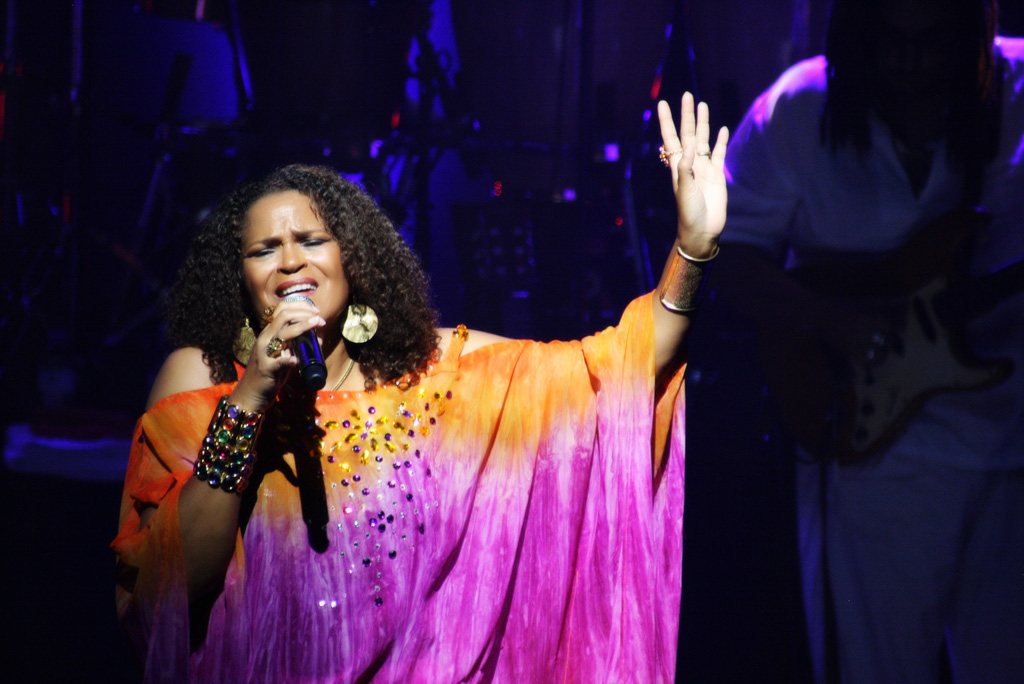
Jocelyne Béroard im Olympia.

Jocelyne Raphaëlle Béroard (* 12. September 1954 in Fort-de-France, Martinique, Frankreich) ist eine französische Zouk-Sängerin und Schauspielerin. Sie ist sowohl als Solistin als auch als Sängerin der Zouk-Band Kassav’ bekannt. Béroard ist Trägerin des Ordens der Ehrenlegion.

## Leben
Sie wurde auf Martinique geboren und wuchs mit zwei älteren Brüdern und drei jüngeren Schwestern im Viertel Petit Paradis in Schœlcher auf. Als Tochter eines Zahnarztes und einer Englischlehrerin wurde sie streng erzogen. Sie besuchte die Grundschule im Kloster von Cluny und die Gemeindeschule Plateau Fofo in Schoelcher (die im Juni 2019 in „Ecole primaire Jocelyne Béroard“ umbenannt wurde) und anschließend das Lycée Annexe in Fort-de-France, wo sie 1972 ihr Abitur ablegte. Danach studierte sie Pharmazie in Caen und begann in karibischen Gruppen als Backgroundsängerin aufzutreten. Zunehmende Angebote aus der Musikbranche führten dazu, dass sie sich dieser Richtung zuwandte.
Ab 1980 arbeitete sie mit der Gruppe Kassav’ zusammen, der sie sich ab 1983 dauerhaft anschloss. 1986 erhielt sie ihre ersten Goldenen Schallplatten für das Album Siwo und für die Single Kolé séré. Sie war damit die erste karibische Sängerin, die in Frankreich einen solchen Erfolg verbuchen konnte. Ab 2001 war sie Teil des Künstlerinnen-Kollektivs Les Voix de l'espoir (Stimmen der Hoffnung). Sie trat in verschiedenen Filmen auf.

## Auszeichnungen
- Officière de l'Ordre du Mérite Sénégalais (1996)
- Officière de la Légion d’honneur (2014, chevalière seit 1999)[6]
- Officière de l’Ordre des Arts et des Lettres (2020)[7]

## Preise
- 1982: Prix de la chanson d'Outre-Mer (für Le concerto pour la fleur et l'oiseau)
- 1991 bis 1995 und 2008: 5 Auszeichnungen der SACEM Martinique[1][8]

## Diskografie (ohne Kassav’)
- 1986: Siwo (GD Productions, Neuauflage 2016 NOTA MUSIC)
- 1991: Milans (Columbia Records)
- 2003: Madousinay (Créon music)
- 2011: Yen ki lanmou (Warner Music, Compilation)

## Filmografie (Auswahl)
- 1992: Siméon (Regie Euzhan Palcy)
- 2005: Nèg maron (Regie Jean-Claude Flamand-Barny)
- 2016: Le gang des Antillais (Regie Jean-Claude Flamand-Barny)

## Autobiografie
- Jocelyne Beroard und Bertrand Dicale, Loin de l'amer, Édition La Cherche Midi, 2022, ISBN 2749135532